# Тамаш Менделеньї
Тамаш Менделеньї (угор. Mendelényi Tamás; нар. 2 травня 1936, Будапешт, Угорщина — пом. 6 вересня 1999, Варгестеш, Угорщина) — угорський фехтувальник, який спеціалізувався у фехтуванні з шаблею. Олімпійський чемпіон Риму 1960 року у складі збірної Угорщини. Дворазовий чемпіон світу 1957 та 1958 року, багаторазовий призер чемпіонатів світу.

## Біографія
Менделеньї виступав за клуби «Вашаш», «Гонвед» та БВСК з Будапешту. 1956 року завоював титул чемпіона світу серед юніорів, через рік виграв чемпіонат світу у складі Національної збірної. Всього в його активі є вісім медалей чемпіонату світу, з них дві золоті (обидві в командних змаганнях). В індивідуальних змаганнях його кращим результатом стало 2-е місце на чемпіонаті світу в Будапешті 1959 року. 1960 року виграв звання олімпійського чемпіона в командних змаганнях. 
Виступав до 1964 року. По завершенні кар'єри Менделеньї зайнявся тренерською діяльністю та отримав вищу освіту з фізичного виховання та диплом хірурга. Під його керівництвом збірна Угорщини завоювала низку медалей на чемпіонатах Європи та світу та Олімпійських іграх. Його підопічними були Ференц Гамманг Літніх Олімпійських ігор 1980), Аттіла Ковач (дворазовий чемпіон світу), Тамаш Ковач (дві бронзи Літніх Олімпійських ігор 1968 та Літніх Олімпійських ігор 1972) та ін.
1979 року Менделеньї переїхав до Англії, де працював тренером, за що був позбавлений всіх нагород урядом Угорщини. 1993 року повернувся на батьківщину, але реабілітували його тільки через 10 років після смерті. 